# Макинерни, Эмили
Эмили Кэтрин Макинерни (англ. Emily Katherine McInerny; род. 30 апреля 1978 в Бендиго, Виктория, Австралия) — австралийская профессиональная баскетболистка, выступала в женской национальной баскетбольной лиге. Играла на позиции лёгкого форварда. Двукратная чемпионка женской НБЛ (2004, 2005).
В составе национальной сборной Австралии она стала победительницей чемпионата мира 2006 года в Бразилии, а также выиграла чемпионат Океании 2005 и 2007 годов в Новой Зеландии и Игр Содружества 2006 года в Мельбурне.

## Ранние годы
Эмили Макинерни родилась 30 апреля 1978 года в городе Бендиго (штат Виктория).